# Список Народных героев Югославии/И
В настоящем списке в алфавитном порядке представлены все Народные герои Югославии, чьи фамилии начинаются с буквы «И» (всего 15 человек). В списке указаны даты присвоения звания и даты жизни Героев.
- Серым цветом в таблице выделены Герои, награждённые орденом Народного героя посмертно.

## Список Народных героев Югославии, фамилии которых начинаются с «И»
| № п/п | Фото | Фамилия, Имя         | Дата присвоения звания | Годы жизни                         |
| ----- | ---- | -------------------- | ---------------------- | ---------------------------------- |
| 428   |      | Ибрагимпашич, Махмут | 15 ноября 1944         | 1922 — 19 октября 1944             |
| 429   |      | Иванович, Войо       | 27 ноября 1953         | 1914—1980                          |
| 430   |      | Иванович, Драгиша    | 27 ноября 1953         | 1914—2001                          |
| 431   |      | Иванович, Милун      | 27 ноября 1953         | 1910—1943                          |
| 432   |      | Иванович, Петар      | 20 декабря 1951        | 1925—1945                          |
| 433   |      | Иванович, Тома       | 9 октября 1953         | 1923—1943                          |
| 434   |      | Иветич, Воислав      | 5 июля 1951            | 31 августа 1920 — 30 января 1943   |
| 435   |      | Ивич, Антоние        | 24 июля 1953           | 1919—1944                          |
| 436   |      | Ивкович, Любомир     | 9 октября 1953         | 1910—1983                          |
| 437   |      | Ивкович, Обрен       | 24 июля 1953           | 1911—1972                          |
| 438   |      | Илич, Любо           | 27 ноября 1953         | 16 апреля 1905 — 17 марта 1994     |
| 439   |      | Илич, Милан          | 25 сентября 1944       | 1886 — 21 января 1942              |
| 440   |      | Илич, Милан          | 27 ноября 1953         | 1921 — 25 сентября 1942            |
| 441   |      | Илич, Саво           | 10 июля 1953           | 1914—1943                          |
| 442   |      | Иршич, Радо          | 27 ноября 1953         | 17 сентября 1910 — 12 декабря 1941 |